# Réactif de Davy
 (mars 2023).
Si vous disposez d'ouvrages ou d'articles de référence ou si vous connaissez des sites web de qualité traitant du thème abordé ici, merci de compléter l'article en donnant les références utiles à sa vérifiabilité et en les liant à la section « Notes et références ».
Pour les articles homonymes, voir Davy.

Structures des réactifs de Davy

Les réactifs de Davy sont une famille de composés chimiques organiques utilisés comme agents de thionation. Ils sont composés d'un centre 2,4-disulfure de 1,3-dithia-2,4-diphosphétane et de deux extrémités qui sont des groupes thioalkyle où alkyle = méthyle, éthyle, isopropyle ou butyle.
Ils sont beaucoup plus réactifs que les réactifs de Lawesson et Belleau.

## Thionation
La réaction de thionation convertit un carbonyle en thiocarbonyle du fait de leurs substituants thioalkyle.

### Mécanisme
Les sites actifs de la molécule sont activés par l'ouverture du cycle central formé par les phosphores et les soufres. Cette ouverture se fait principalement par voie thermique.

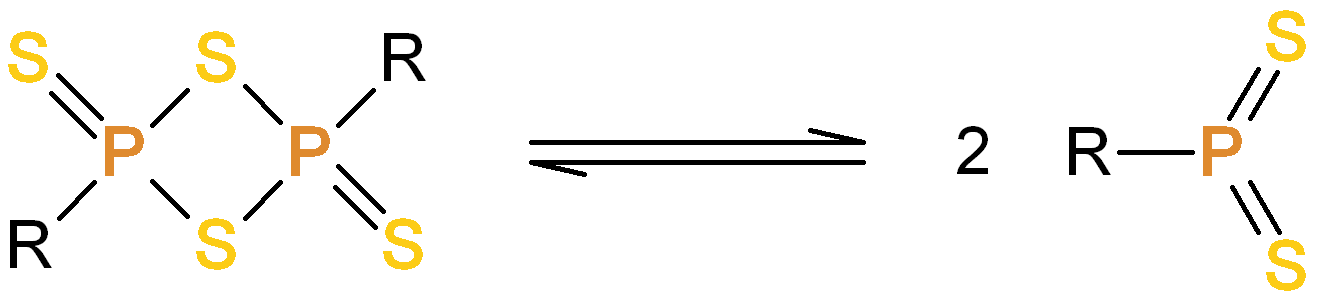
Ouverture du cycle et formation des ylures de dithiophosphines